# Großkampenberg

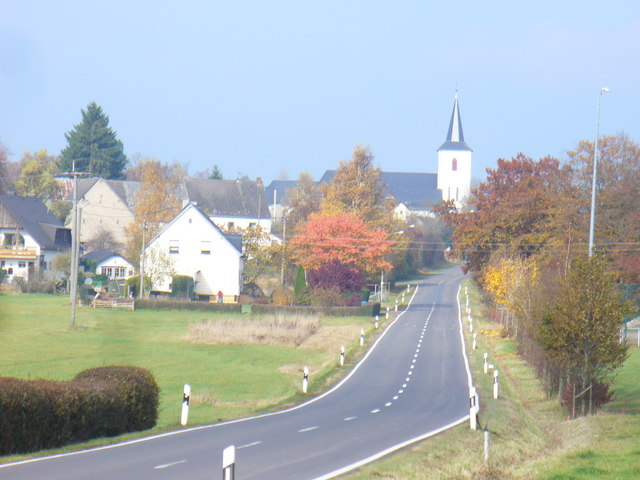
Hauptstrasse in Grosskampenberg

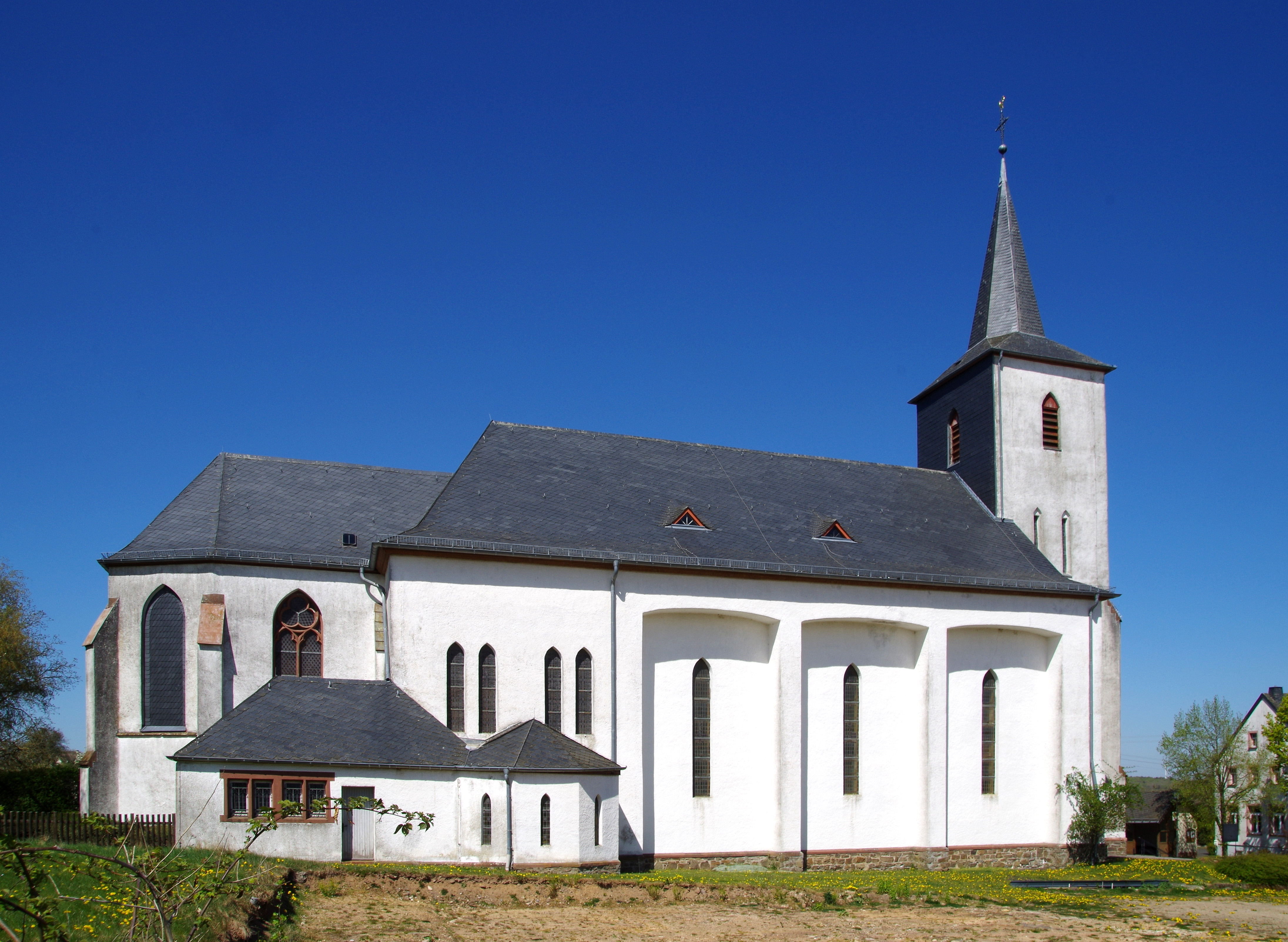
St. Hubertus, Südseite

Großkampenberg ist eine Ortsgemeinde in der Eifel im Eifelkreis Bitburg-Prüm in Rheinland-Pfalz (Deutschland). Sie gehört der Verbandsgemeinde Arzfeld an.

## Gemeindegliederung
Zur Gemeinde gehören die Ortsteile Großkampenberg (früher Großkampen) und Berg. Zur Gemeinde gehört auch ein Teil des ansonsten zu Heckhuscheid gehörenden Wohnplatzes Dackscheid sowie der Wohnplatz Heerstrasse.

## Geschichte
Großkampen wurde erstmals im Jahre 1473 erwähnt, der heutige Ortsteil Berg im Jahre 1633. Bis zum Ende des 18. Jahrhunderts gehörten beide Orte zur Meierei Harspelt, die Teil der luxemburgischen Herrschaft Dasburg war.
Im Jahr 1794 hatten französische Revolutionstruppen die Österreichischen Niederlande, zu denen das Herzogtum Luxemburg seinerzeit gehörte, besetzt und im Oktober 1795 annektiert. Unter der französischen Verwaltung gehörte beide Gemeinden zur Mairie Leidenborn im Kanton Arzfeld, der verwaltungsmäßig dem Arrondissement Bitburg im Departement Wälder zugeordnet war.
Aufgrund der Beschlüsse auf dem Wiener Kongress wurde 1815 das vormals luxemburgische Gebiet östlich der Sauer und der Our dem Königreich Preußen zugeordnet. Die Gemeinden Berg und Großkampen gehörten von 1816 an zur Bürgermeisterei Leidenborn im neuen Kreis Prüm im Regierungsbezirk Trier und von 1822 bis zum Ende des Zweiten Weltkriegs zu Rheinprovinz. Im Jahr 1914 wurden die beiden bis dahin eigenständigen Gemeinden zur Gemeinde Großkampenberg zusammengelegt. Nach 1936 gehörte Großkampenberg zum Amt Daleiden-Leidenborn.
Am Ende des Zweiten Weltkriegs rollte die Front insgesamt dreimal über das Dorf, sodass kaum historische Gebäude erhalten blieben. An diese Zeit erinnert die Höckerlinie des Westwalls, die am Ortsrand verläuft. Sie ist nicht nur für die Einwohner des Dorfes, sondern auch für die der umliegenden Gemeinden zum Mahnmal zum Frieden geworden.
Bevölkerungsentwicklung
Die Entwicklung der Einwohnerzahl von Großkampenberg, die Werte von 1871 bis 1987 beruhen auf Volkszählungen:
| Jahr | Einwohner |
| 1815 | 117       |
| 1835 | 157       |
| 1871 | 148       |
| 1905 | 156       |
| 1939 | 217       |
| 1950 | 178       |

| Jahr | Einwohner |
| 1961 | 180       |
| 1970 | 186       |
| 1987 | 189       |
| 1997 | 171       |
| 2005 | 169       |
| 2023 | 147       |

## Politik

### Bürgermeister
Bertram Ademes ist Ortsbürgermeister von Großkampenberg.

### Wappen
| Wappen von Großkampenberg | Blasonierung: „In Silber (Weiß) geviert durch mit rotem Pfahl belegten blauen Balken, 1 und 4 zwei schwarze gleichschenklige Trapeze schräglinks gestellt, 2 und 3 zwei schwarze, linksgewendete Hirschstangen übereinander.“ |
| Wappen von Großkampenberg | Wappenbegründung: Der mit einem Trinitarierkreuz belegte Schild erinnert an die Schenkung des Grafen Heinrich I. von Vianden an den 1198 gegründeten Trinitarier-Orden. Die Trapeze symbolisieren den sogenannten Westwall, der 1938 bis 1940 als Befestigungssystem von den Nationalsozialisten errichtet wurde. Die Hirschstangen stehen für den hl. Hubertus, Schutzpatron des Ortsteils Großkampen. Großkampenberg entstand 1914 durch den Zusammenschluss der beiden Orte Großkampen und Berg. Die Symbole in den einzelnen Feldern des Wappens sind aus diesen Gründen jeweils paarweise angeordnet. Auf der Website der Gemeinde wird das Wappen nicht entsprechend der Blasonierung und damit heraldisch nicht korrekt dargestellt: Balken und Pfahl treffen dort in Form eines Andreaskreuzes (in der Mitte spitz zulaufend) aufeinander. |

## Kultur und Sehenswürdigkeiten
- Katholische Pfarrkirche St. Hubertus wurde 1910 vom Architekten Rüppel aus Mainz erbaut
- Friedhofskapelle von 1971
- Ein barocker Kreuzigungsbildstock aus dem 18. Jahrhundert
- Ein hohes Altarkreuz aus Schiefer von 1870
- Westwall – etwa 1000 m langer Abschnitt der Betonhöckerlinie von 1939

Siehe auch: Liste der Kulturdenkmäler in Großkampenberg

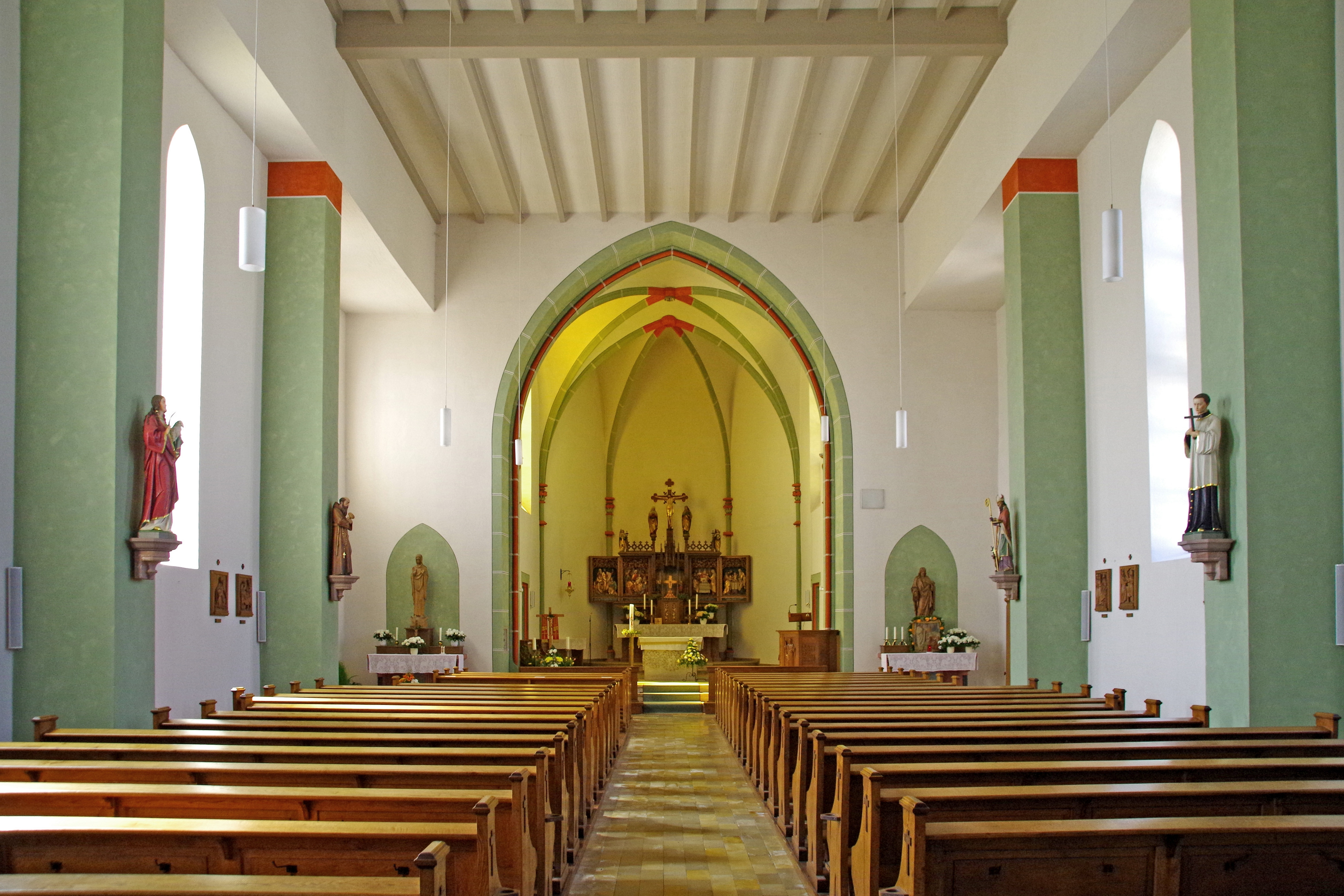
St. Hubertus, Innenraum

### Grünflächen und Naherholung
- Das Naturdenkmal die Buche „Im Bahnert“
- Der „Westwall-Wanderweg im Islek“ beginnt in Großkampenberg[7]
- Europa-Mahnmal – Das Mahnmal wurde von der Europäischen Vereinigung für Eifel und Ardennen (EVEA) 1977 errichtet, deren Mitbegründer der Eifelverein ist

Siehe auch: Liste der Naturdenkmale in Großkampenberg

### Regelmäßige Veranstaltungen
- Jährliches Kirmes- bzw. Kirchweihfest
- Traditionelles Ratschen oder Klappern am Karfreitag und Karsamstag
- Burgbrennen am ersten Wochenende nach Aschermittwoch (sogenannter Scheef-Sonntag)[8][9]